# Hrvatski nogometni kup 2017./18.
Hrvatski nogometni kup 2017./18. je dvadeset i sedmo izdanje Hrvatskog nogometnog kupa. U natjecanju sudjeluje ukupno 48 klubova. Pobjednik nogometnog kupa za sezonu 2017./18. je GNK Dinamo Zagreb. Drugoplasirani klub je HNK Hajduk Split. Naslov pobjednika je branila Rijeka. Finale nogometnog kupa 2017./18. odigrano je u Vinkovci na stadionu NK Cibalia. 

## Sudionici
U natjecanju sudjeluje 48 klubova i to: 
- 16 najuspješnijih klubova po koeficijentu uspješnosti u natjecanju za Hrvatski nogometni kup u zadnjih pet godina
- 21 klub – pobjednici natjecanja za Županijski kup (pod rukovodstvom Županijskih nogometnih saveza)
- 11 klubova finalista natjecanja za Županijski kup iz 11 županijskih nogometnih saveza s najvećim brojem registriranih nogometnih klubova

Klubovi kvalificirani preko županijskih kupova startaju u natjecanju od pretkola, a preko koeficijenta od šesnaestine završnice
| županija               | klubovi plasirani preko koeficijenta                                                      | klubovi plasirani preko županijskih kupova |
| ---------------------- | ----------------------------------------------------------------------------------------- | ------------------------------------------ |
| Bjelovarsko-bilogorska |                                                                                           | Bjelovar (III) Garić Garešnica (IV)        |
| Brodsko-posavska       |                                                                                           | Oriolik Oriovac (III) Batrina (IV)         |
| Dubrovačko-neretvanska | GOŠK Dubrovnik 1919 (III)                                                                 | Zmaj Blato (III)                           |
| Istarska               | Istra 1961 Pula (I)                                                                       | Novigrad (II) Mladost Fažana (IV)          |
| Karlovačka             |                                                                                           | Karlovac 1919 (IV)                         |
| Koprivničko-križevačka | Slaven Belupo Koprivnica (I)                                                              | Križevci (IV) Borac Imbriovec (V)          |
| Krapinsko-zagorska     |                                                                                           | Straža Hum na Sutli (V)                    |
| Ličko-senjska          |                                                                                           | Nehaj Senj (IV)                            |
| Međimurska             |                                                                                           | Međimurje Čakovec (III) Nedelišće (IV)     |
| Osječko-baranjska      | Osijek (I)                                                                                | Đakovo Croatia (III) FEŠK Feričanci (V)    |
| Požeško-slavonska      |                                                                                           | Slavonija Požega (III)                     |
| Primorsko-goranska     | Rijeka (I)                                                                                | Crikvenica (IV)                            |
| Sisačko-moslavačka     |                                                                                           | Lekenik (V) Moslavina Kutina (V)           |
| Splitsko-dalmatinska   | Hajduk Split (I) Split (III)                                                              | Croatia Zmijavci (III)                     |
| Šibensko-kninska       | Šibenik (II)                                                                              | Zagora Unešić (III)                        |
| Varaždinska            |                                                                                           | Varaždin (II) Nedeljanec (IV)              |
| Virovitičko-podravska  |                                                                                           | Virovitica (IV)                            |
| Vukovarsko-srijemska   | Cibalia Vinkovci (I)                                                                      | Bedem Ivankovo (III) Fruškogorac Ilok (V)  |
| Zadarska               | Zadar (III)                                                                               | Dragovoljac Poličnik (IV)                  |
| Grad Zagreb            | Dinamo Zagreb (I) Lokomotiva Zagreb (I) Zagreb (III)                                      | Rudeš Zagreb (I) Sesvete (II)              |
| Zagrebačka             | Inter Zaprešić (I) Vinogradar Mladina (Lokošin Dol) (III) Zelina (Sveti Ivan Zelina) (IV) | Gorica (Velika Gorica) (II) Vrbovec (III)  |

U zagradama prikazan rang lige u kojoj klub nastupa u sezoni 2017./18.

## Rezultati

### Pretkolo
Ždrijeb parova pretkola kupa, u kojem sudjeluju 32 kluba kvalificirana preko županijskih kupova, je održan 20. srpnja 2017., 
 
a utakmice su igrane od 19. do 23. kolovoza 2017. 

| Par | Datum              | Domaći sastav          | Rezultat       | Gostujući sastav     | Napomene                                        |
| --- | ------------------ | ---------------------- | -------------- | -------------------- | ----------------------------------------------- |
| 1.  | 19. kolovoza 2017. | Zagora Unešić          | 4:2            | Nedeljanec           |                                                 |
| 2.  | 23. kolovoza 2017. | Fruškogorac Ilok       | 0:10           | Varaždin             |                                                 |
| 3.  | 19. kolovoza 2017. | Virovitica             | 3:3 (6:7 11 m) | Vrbovec              | Vrbovec prošao boljim izvođenjem jedanaesteraca |
| 4.  | 23. kolovoza 2017. | Križevci               | 2:4 (prod)     | Đakovo Croatia       | Đakovo Croatia prošla nakon produžetaka         |
| 5.  | 23. kolovoza 2017. | Straža Hum na Sutli    | 1:3 (prod)     | Nedelišće            | Nedelišće prošlo nakon produžetaka              |
| 6.  | 23. kolovoza 2017. | Garić Garešnica        | 0:5            | Sesvete              |                                                 |
| 7.  | 23. kolovoza 2017. | Bedem Ivankovo         | 4:1 (prod)     | Međimurje Čakovec    | Bedem prošao nakon produžetaka                  |
| 8.  | 19. kolovoza 2017. | Lekenik                | 0:6            | Oriolik Oriovac      |                                                 |
| 9.  | 22. kolovoza 2017. | Gorica (Velika Gorica) | 8:0            | Moslavina Kutina     |                                                 |
| 10. | 23. kolovoza 2017. | Rudeš Zagreb           | 2:0            | Dragovoljac Poličnik |                                                 |
| 11. | 23. kolovoza 2017. | Nehaj Senj             | 3:2 (prod)     | Batrina              | Nehaj prošao nakon produžetaka                  |
| 12. | 23. kolovoza 2017. | Borac Imbriovec        | 4:3 (prod)     | Karlovac 1919        | Borac prošao nakon produžetaka                  |
| 13. | 19. kolovoza 2017. | Croatia Zmijavci       | 7:1            | FEŠK Feričanci       |                                                 |
| 14. | 23. kolovoza 2017. | Crikvenica             | 2:3 (prod)     | Bjelovar             | Bjelovar prošao nakon produžetaka               |
| 15. | 23. kolovoza 2017. | Slavonija Požega       | 2:1            | Mladost Fažana       |                                                 |
| 16. | 22. kolovoza 2017. | Novigrad               | 3:0            | Zmaj Blato           |                                                 |

### Šesnaestina završnice
Parovi šesnaestine završnice kupa, u kojem sudjeluje 16 pobjednika susreta pretkola i 16 momčadi izravno kvalificiranih preko svog koeficijenta su određeni nakon odigravanja utakmica pretkola. 
Utakmice šesnaestine finala kupa su predviđene za 20. rujna 2017., ali su igrane i u drugim datumima.

| Par | Datum               | Domaći sastav          | Rezultat       | Gostujući sastav                 | Napomene                                      |
| --- | ------------------- | ---------------------- | -------------- | -------------------------------- | --------------------------------------------- |
| 1.  | 20. rujna 2017.     | Borac Imbriovec        | 0:6            | Dinamo Zagreb                    |                                               |
| 2.  | 20. rujna 2017.     | Vrbovec                | 1:3            | Rijeka                           |                                               |
| 3.  | 20. rujna 2017.     | Oriolik Oriovac        | 0:3            | Hajduk Split                     |                                               |
| 4.  | 20. rujna 2017.     | Croatia Zmijavci       | 0:1            | Slaven Belupo Koprivnica         |                                               |
| 5.  | 20. rujna 2017.     | Bedem Ivankovo         | 0:3            | Lokomotiva Zagreb                |                                               |
| 6.  | 20. rujna 2017.     | Sesvete                | 3:0            | Split                            |                                               |
| 7.  | 20. rujna 2017.     | Nehaj Senj             | 0:6            | Osijek                           |                                               |
| 8.  | 20. rujna 2017.     | Đakovo Croatia         | 0:4            | Istra 1961 Pula                  |                                               |
| 9.  | 18. listopada 2017. | Varaždin               | 1:2            | Cibalia Vinkovci                 |                                               |
| 10. | 19. rujna 2017.     | Slavonija Požega       | 1:2            | Zadar                            |                                               |
| 11. | 20. rujna 2017.     | Nedelišće              | 0:6            | Inter Zaprešić                   |                                               |
| 12. | 20. rujna 2017.     | Bjelovar               | 2:3            | Zagreb                           |                                               |
| 13. | 5. listopada 2017.  | Rudeš Zagreb           | 2:2 (4:2 11 m) | Vinogradar Mladina (Lokošin Dol) | Rudeš prošao boljim izvođenjem jedanaesteraca |
| 14. | 20. rujna 2017.     | Zagora Unešić          | 0:3            | Šibenik                          |                                               |
| 15. | 4. listopada 2017.  | Gorica (Velika Gorica) | 3:0            | GOŠK Dubrovnik 1919              |                                               |
| 16. | 20. rujna 2017.     | Novigrad               | 5:1            | Zelina (Sveti Ivan Zelina)       |                                               |

### Osmina završnice
Referetni datum za odigravanje susreta osmine završnice je 25. listopada 2017., ali su utakmice igrane i u drugim terminima. 

| Par | Datum               | Domaći sastav          | Rezultat       | Gostujući sastav         | Napomene                                       |
| --- | ------------------- | ---------------------- | -------------- | ------------------------ | ---------------------------------------------- |
| 1.  | 31. listopada 2017. | Novigrad               | 0:0 (2:3 11 m) | Dinamo Zagreb            | Dinamo prošao boljim izvođenjem jedanaesteraca |
| 2.  | 14. studenog 2017.  | Gorica (Velika Gorica) | 0:3            | Rijeka                   |                                                |
| 3.  | 25. listopada 2017. | Šibenik                | 0:1            | Hajduk Split             |                                                |
| 4.  | 24. listopada 2017. | Rudeš Zagreb           | 2:0 (prod)     | Slaven Belupo Koprivnica | Rudeš prošao nakon produžetaka                 |
| 5.  | 25. listopada 2017. | Zagreb                 | 0:1            | Lokomotiva Zagreb        |                                                |
| 6.  | 25. listopada 2017. | Inter Zaprešić         | 2:1 (prod)     | Sesvete                  | Inter prošao nakon produžetaka                 |
| 7.  | 25. listopada 2017. | Zadar                  | 0:4            | Osijek                   |                                                |
| 8.  | 7. studenoga 2017.  | Cibalia Vinkovci       | 2:3            | Istra 1961 Pula          |                                                |

### Četvrtzavršnica
Izvori:

| Par | Datum              | Domaći sastav | Rezultat | Gostujući sastav  | Napomene                                                           |
| --- | ------------------ | ------------- | -------- | ----------------- | ------------------------------------------------------------------ |
| 1.  | 29. studenog 2017. | Dinamo Zagreb | 4:2      | Istra 1961 Pula   |                                                                    |
| 2.  | 30. studenog 2017. | Rudeš Zagreb  | 1:2      | Lokomotiva Zagreb |                                                                    |
| 3.  | 13. prosinca 2017. | Rijeka        | 2:1      | Inter Zaprešić    | Inter je trebao biti domaćin, ali je došlo do promjene domaćinstva |
| 4.  | 29. studenog 2017. | Osijek        | 1:3      | Hajduk Split      |                                                                    |

### Poluzavršnica
Susreti poluzavršnice kupa su na rasporedu 28. veljače 2018., uz mogućnost pomicanja termina.
| Par | Datum            | Domaći sastav     | Rezultat       | Gostujući sastav | Napomene                                       |
| --- | ---------------- | ----------------- | -------------- | ---------------- | ---------------------------------------------- |
| 1.  | 4. travnja 2018. | Dinamo Zagreb     | 3:0            | Rijeka           |                                                |
| 2.  | 13. ožujka 2018. | Lokomotiva Zagreb | 1:1 (2:4 11 m) | Hajduk Split     | Hajduk prošao boljim izvođenjem jedanaesteraca |

### Finale
| 23. svibnja 2018. 19:00 |           |              |                                                                                            |
| Dinamo Zagreb           | 1:0       | Hajduk Split | Stadion HNK Cibalia Vinkovci, Vinkovci Broj gledatelja: 8.208 Sudac: Mario Zebec (Cestica) |
| 55' Gavranović          | Izvještaj |              | Stadion HNK Cibalia Vinkovci, Vinkovci Broj gledatelja: 8.208 Sudac: Mario Zebec (Cestica) |

## Unutrašnje poveznice
- 1. HNL 2017./18.
- 2. HNL 2017./18.
- 3. HNL 2017./18.
- 4. rang HNL-a 2017./18.
- 5. rang HNL-a 2017./18.
- 6. rang HNL-a 2017./18.
- 7. rang HNL-a 2017./18.
- 8. rang HNL-a 2017./18.

## Vanjske poveznice
- Hrvatski nogometni savez, stranica natjecanja
- hrnogomet.com, Hrvatski nogometni kup 2017./18.
- sportnet.rtl.hr, Hrvatski nogometni kup 2017./18.  Arhivirana inačica izvorne stranice od 31. kolovoza 2017. (Wayback Machine)